# Старе Шокіно
Старе́ Шо́кіно (рос. Старое Шокино, чув. Кивĕ Шоккăн) — присілок у Чувашії Російської Федерації, у складі Ільїнського сільського поселення Моргауського району.
Населення — 53 особи (2010; 60 в 2002, 88 в 1979; 81 в 1939, 86 в 1926, 108 в 1897, 74 1858, 259 в 1795).

## Історія
Історичні назви — Шешкарська Крайня, Крайня Шешкара, Шокіна. До 1866 року селяни мали статус державних, займались землеробством, тваринництвом. 1931 року утворено колгосп «Прожектор». До 1920 року присілок перебував у складі Татаркасинської волості Козьмодемьянського, до 1927 року — Чебоксарського повіту. 1927 року присілок переданий до складу Татаркасинського району, 1939 року — до складу Сундирського, 1962 року — до складу Чебоксарського, 1964 року — до складу Моргауського району.